# St. Maria (Altendorf)

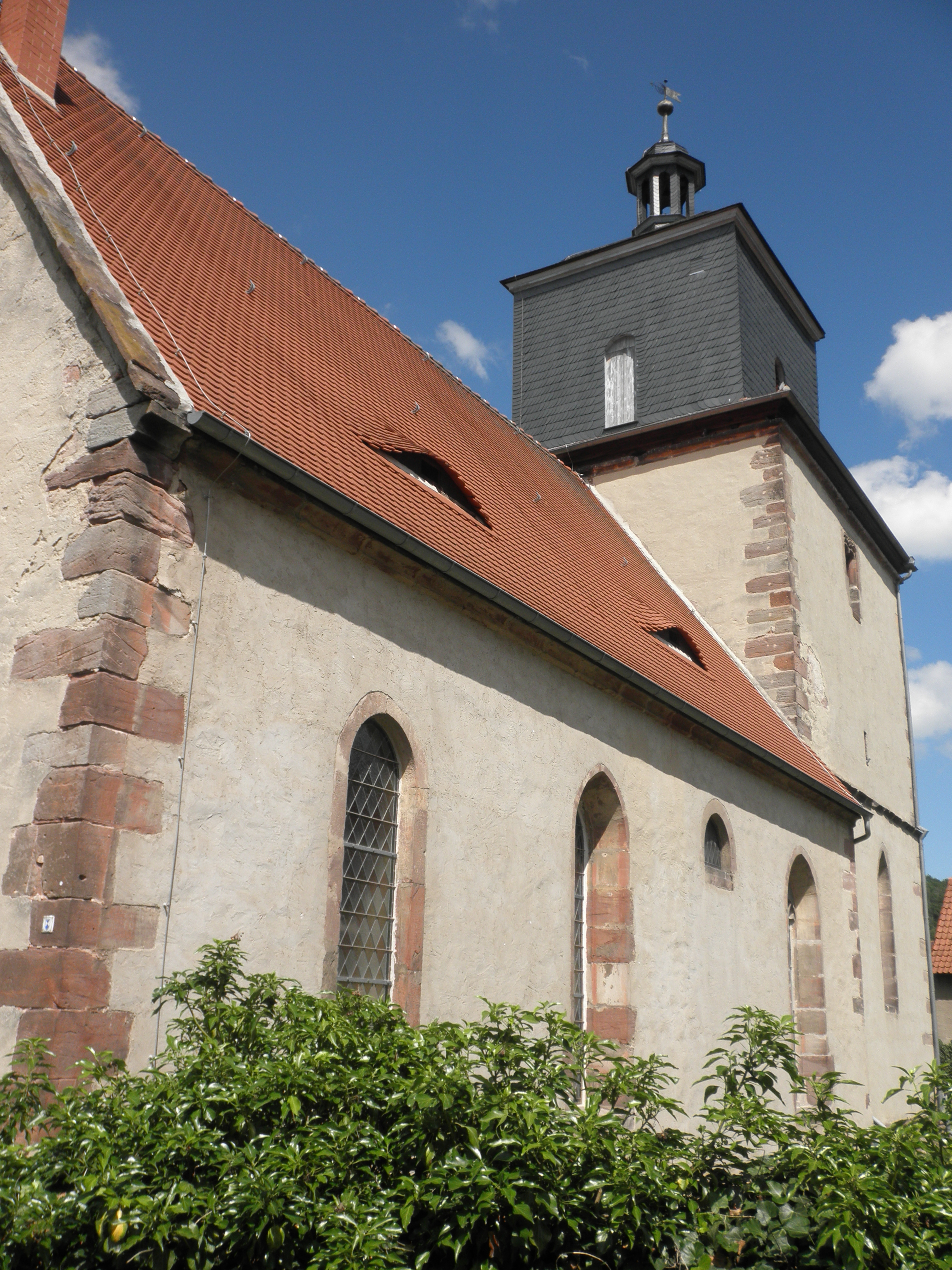
Die Kirche

Die Dorfkirche St. Maria steht im Ortsteil Altendorf der Gemeinde Altenberga im Saale-Holzland-Kreis in Thüringen. Sie gehört zum Kirchspiel Kahla-Hummelshain im Kirchenkreis Eisenberg der Evangelischen Kirche in Mitteldeutschland.

## Geschichte
Die am südlichen Dorfrand in der Mitte des Ortes befindliche Hallenkirche wurde im 14. Jahrhundert erbaut. Den Ursprung der Kirche kann man auch am Chor und dem Kirchturm bis in das 14. Jahrhundert zurückverfolgen. 1517 erhielt die Kirche die jetzige spätgotische Form.

## Inneneinrichtung
Die alte Ausstattung wurde 1895 entfernt. Der Saal wurde braun gestrichen. 1970/72 erfolgte die Einweihung eines neuen Altars nach großer Renovierung. Die seltene Tulpenform der reichverzierten Barockorgel wird noch mit Schnitzwerk betont. Das Taufgestell ist aus der Spätrenaissance. Die östlichen Fenster der Halle sind mit Hinterglasmalerei aus 1895 verglast.
Die Kirche hatte ursprünglich drei Glocken. Nur die Glocke aus dem 14. Jahrhundert blieb der Gemeinde nach zwei Weltkriegen erhalten. 1972 wurde zu der vorhandenen Glocke eine im Jahr 1920 in Apolda gegossene Glocke montiert, die ein Geschenk der Gemeinde Paitzdorf bei Gera war.
Die Orgel hat 15 Register, verteilt auf 2 Manuale und Pedal. Der Orgelbauer ist nicht bekannt.